# 平石和男
平石 和男（ひらいし かずお、1966年7月14日 - ）は、東京都大田区大森出身の競艇選手である。登録番号は3251。埼玉支部所属。58期。同じ埼玉支部所属の池上裕次と同期。最終学歴は埼玉県立小川高等学校卒業。
戸田競艇場をホームプールとする埼玉支部の選手だが、戸田競艇場での優勝回数は少ない。過去に戸田競艇場で完全優勝して以来、2006年のゴールデンウィークのレースである「ウインビーカップ」までの約8年間優勝していなかった。
1995年に、桐生39周年でGI初優勝。2003年に、平和島競艇場で行われた第30回笹川賞で、単騎でのダッシュスタートの6コースから捲り差しを決めて、SG初制覇。現在SG1勝、GI10勝をあげており、2006年10月26日に常滑競艇場において、通算1000勝を達成している（1986年5月16日に初出走し、4517走目での達成である）。
2005年には埼玉支部の支部長も務めていた。

## 主なSG・GIタイトル
- 1995年 39周年記念競走 （桐生競艇場）
- 1997年 関東地区選手権競走 （平和島競艇場）
- 2000年 高松宮記念競走 （住之江競艇場）
- 2002年 モーターボート大賞競走 （浜名湖競艇場）
- 2003年 関東地区選手権競走 （江戸川競艇場）
- 2003年 第30回 笹川賞競走 （平和島競艇場）
- 2004年 モーターボート大賞競走 （浜名湖競艇場）
- 2008年 関東地区選手権競走（平和島競艇場）
- 2010年 戸田グランプリ 開設53周年記念競走（戸田競艇場）
- 2012年 開設58周年記念競走 マーメイドグランプリ（常滑競艇場）
- 2013年 開設59周年記念競走 トーキョー・ベイ・カップ（平和島競艇場）

## 人物・エピソード
- 迷彩柄の服を好んでよく着ているため、今ではすっかり迷彩柄がトレードマークとなっている。SG・GIでも迷彩柄の服を着ている事が多く、SGジャンパーを着ている姿を見かける事は少ない。ヘルメットも迷彩柄である。
- 開会式の選手紹介では一言を言った後、最後に「応援ヨロシク!」と右手を挙げ、深々と礼をするのが定番となっている。
- 2007年に埼玉県に自宅を新築した。
- 趣味はトラックレーサーのツーリングが有名であり、あっせんのない日には地元の秩父連山周辺などでツーリングをしている。